# 埃尔温·博温
埃尔温·约翰内斯·博温（德語：Erwin Johannes Bowien；1899年9月3日—1972年12月3日），德国画家、诗人和作家，出生于德国鲁尔河畔米尔海姆市，逝于德国莱茵河畔魏尔市。

## 生平
埃尔温·博温的父亲埃里克·博温（Erich Bowien）原是一名工程师，后来成为莱茵河畔魏尔市莱茵港口公司的业务总监。埃尔温的妈妈叫安娜-玛丽亚（Anna-Maria），娘家姓诺伊菲尔德，她来自东普鲁士的埃尔宾。埃尔温小时候先在柏林夏洛滕堡，然后在瑞士的纳沙泰尔度过。埃尔温·博温和埃里克·蒂埃博（Eric Thiébaud）是好朋友，也正是在他这个好朋友的帮助下，博温才可能在1948年二次世界大战后重返瑞士。
博温最早是在瑞士纳沙泰尔的艺术职业学校接受艺术教育的，他当时的老师是威廉·拉辛（William Racine）先生。瑞士巧克力企业家卡尔·鲁斯-祖哈德（Carl Russ-Suchard）给予了年轻的博温很多支持，并购买了他的很多画作。
在他18岁生日的时候，博温作为德国公民被召回了祖国。1917年到1918年第一次世界大战期间，他不得不在窃听部当翻译。在那期间，他完成了描述阿贡纳森林前线的一些素描和水彩画。1919年，他在汉诺威复员。
战争结束后，博温先在汉诺威的艺术职业学校上夜校。 1920年至1921年，他在慕尼黑就读于国家艺术学院，跟随罗伯特·恩格斯教授学习。随后，于1922年去了德累斯顿艺术学院，师从理查德·米勒教授。后来他去柏林-舍讷贝格国家艺术学校进行绘画教师的职业培训，他当时的绘画老师是菲利普·弗兰克，艺术历史课的老师是奥斯卡·费雪。1923年，博温在杜塞尔多夫完成了学业，正式成为了绘画老师。在随后的几年里，他为了取材，出游至卡塞尔、亚森、汉堡、吕贝克、弗莱堡、巴塞尔、柯尼斯堡和海德斯海姆，然后去了布拉格，1928年来到维也纳，1929年去了意大利北部。 
博温曾先在霍亨索伦地区赫辛根市的一所中学教书，之后在1925年至1932年，他担任索林根市斯威特路文理中学的绘画老师，前德国总统瓦尔特·谢尔曾经是他当时的学生。在这些年里，他在当地的人民夜校举办了100多次关于绘画历史的讲座。同时，德国有名的双立人牌刀具公司委托他用插图的形式，把刀具生产的所有工序描绘出来。后来，因为布鲁宁紧急法令，他必须离开学校。那段时间，他经常去尔娜和汉斯·海内举办的画家和文学沙龙，与这个家庭建立了终生的友谊。他们的女儿贝蒂娜·海嫩-阿耶希(1937–2020)后来也成为了他最重要的一名学生。

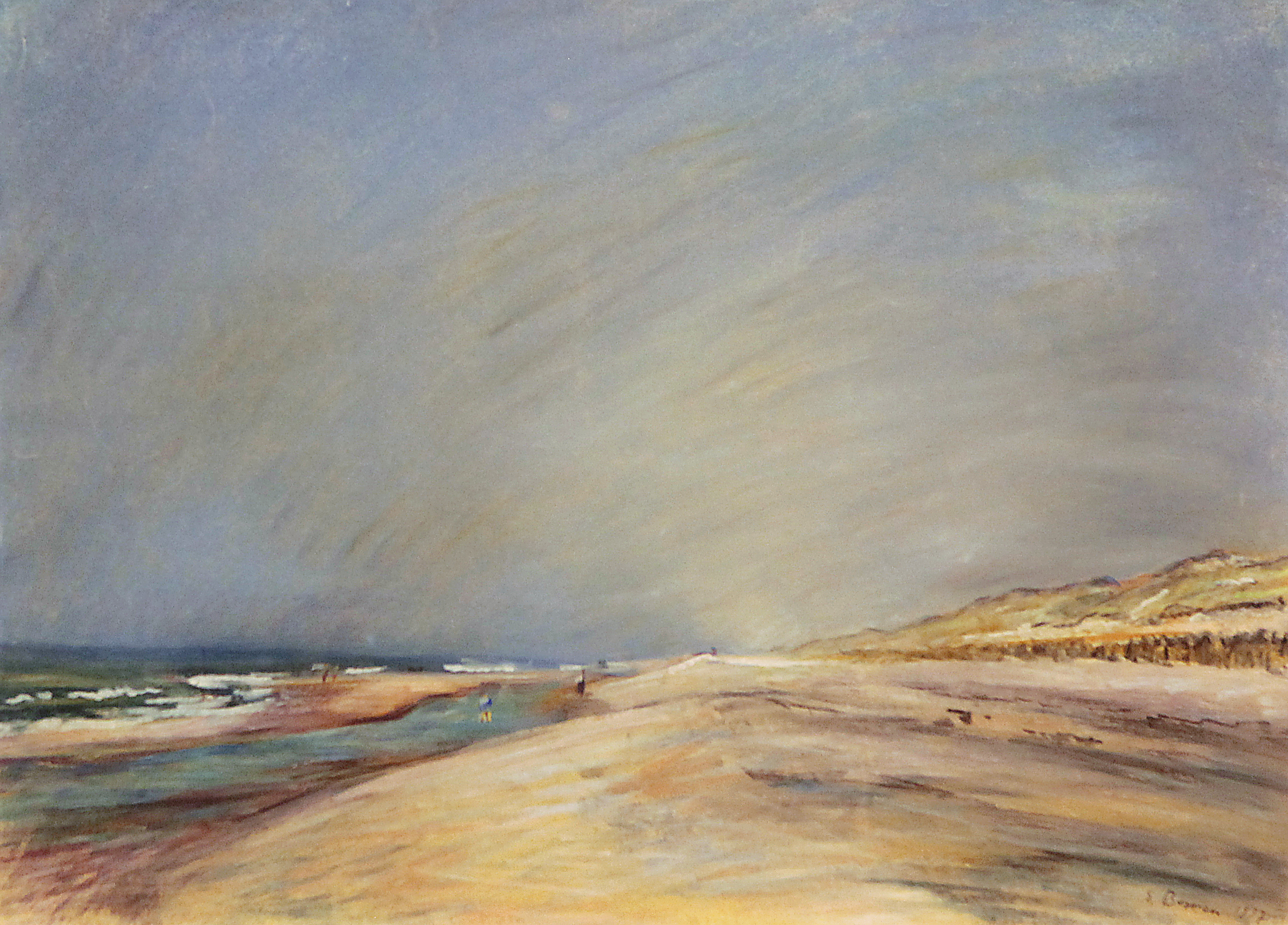
滨海埃格蒙 （1937）

1932年至1942年，博温作为一名自由画家在荷兰北部的滨海埃格蒙生活。他住在法国著名哲学家勒内·笛卡尔曾住过的房子里。被解除教师一职后，他原先只想去阿姆斯特丹看看伦勃朗的画展，没想到就此呆在了荷兰。他当时有一个很重要的学生，叫德克·乌德斯。 1934年，博温在一位大木材销售商的陪同下开始了北非之旅，先后到了利比亚、突尼斯、阿尔及利亚和摩洛哥。这位木材商人不仅资助了他的旅行，还购买了他一半的作品。 长时间的旅途让他感到身心疲惫。 在绘风景画的同时，他也给荷兰当时的一些富裕人家画了很多肖像画和全家福。霍恩地区的西弗里西亚博物馆购买了他的作品。通过赠送，一些作品被收藏在位于阿姆斯特丹的荷兰国家博物馆、位于海牙市的皇家档案馆、阿尔克马市的当地文献馆以及斯霍尔的教区。
博温在自己的生平里讲述，“纳粹上台”是他之所以没有回德国的原因，他说：政治每天只会给他带来“新的痛苦”。“我当时创作的作品为此都表达了我的呐喊。大海对我来说不够狂野，云彩对我来说不够阴森。” 德国军队占领了荷兰以后，他在阿尔克马被德意志国防军监禁了三天。因为政治的原因，他没有了收入。带着沉重的心情，他决定回国。临行之前，他把制作的35幅作品托付给了一个在海牙的艺术商人，请他照管。可是，这些作品最后都没了踪影。 他回到了德国之后，先在索林根的海内家里居住了半年。1942年的冬天，他创作了一系列有关索林根城市的水彩画。这些画也成为了这个城市在1944年11月遭受摧毁之前所留下的最后的影像。
博温的最后一站是奥古斯堡。因为二战的原因，买不到画框和画布，他能想到的一个主意便是到处收购当时领袖以及纳粹的宣传画，把它们全部涂白，然后在上面画一些表现奥古斯堡城市风光的画。这些作品卖得不错，可惜最后被盖世太保发现了。1943年，他的作品全部被没收，充公至法制文化商会。三十多幅作品因为战争的原因遭到了摧毁。在没有有效证件，特别是军人证的情况下，他逃到了巴伐利亚州南部阿尔高地区的克罗兹塔-埃森巴赫（今天的宜思宁地区）。在那里他完成了战争回忆录《失去的晨光》。那段时间，他还曾帮助一个逃难的法国战犯藏身。 
博温在战争结束后回到了索林根。从1950年起，他来回往返于索林根和家乡莱茵河畔魏尔市。他也常去外地取景，主要在德国境内。他去了瑞士、瑞典南部、挪威（在那里他买下了贝蒂娜·海嫩-阿耶希的小木屋）、巴黎、阿尔及尔（拜访了贝婷娜）、芬兰和法国南部。1970年7月28日，他和娘家姓福格特的英肯·施朵迈尔女士结了婚。1972年12月3日，博温在他的家乡莱茵河畔魏尔市离世，并葬于此。 他的墓地获得该市的荣誉墓地之称。博温画家的作品被收藏在北莱茵威斯法伦州文化部、德国北部胡苏姆市北弗里斯兰博物、略拉赫的德法瑞三国博物馆 、斯平格家乡博物馆、汉恩明登市的城市艺术收藏馆，以及在索林根和莱茵河畔魏尔市也有收藏。 
1976年10月20日，埃尔温·博温的友人协会在索林根的德国刀具博物馆成立。 

## 展览
- 1917年，在瑞士纳沙泰尔市的金色玫瑰画廊展出。[13]
- 1927年，在德国索林根市的索林根卡斯诺协会大厅首次展出。[8]
- 1928年，在德国索林根市的索林根卡斯诺学会大厅第二次展出。[8]
- 1929年，在德国索林根市的索林根卡斯诺学会大厅第三次展出。[13]
- 1933年至1941年，在荷兰霍恩、埃格蒙、霍林赫穆、斯霍尔、海牙展出。[13]
- 1947年至1959年，参加德国索林根市德国刀具博物馆贝尔格艺术展。[8]
- 1951年，在德国胡苏穆市的北弗里斯兰博物馆展出。[13]
- 1954年5月2日至31日，在瑞士伯尔尼“内狭房”画廊展出。开幕式演讲者为E.M. 法雷特-冯·卡斯特贝尔格博士。[13]
- 1957年，由德国胡苏穆市的北弗里斯兰博物馆采购其作品并在那里展出。[8]
- 1957年，在丹麦哥本哈根的德国俱乐部展出。开幕式由当时的德国大使馆文化参赞奥博迈耶博士主持。[8]
- 1958年，在德国索林根市的《新莱茵报》报社大楼展出。[8]
- 1958年，德国汉恩明登市在家乡博物馆重新开业典礼时，在威尔森宫殿展出。[8]
- 1958年，在丹麦哥本哈根的德国俱乐部第二次展出。[8]
- 1960年，为了纪念埃尔温·博温60 岁生日，从 1月17日至2月28日在德国索林根市的德国刀具博物馆进行回顾展。
- 1962年，在瑞士伯尔尼的施耐德画廊展出。[8]
- 1964年10月2日至16日，在法国巴黎的杜康画廊展出。[8]
- 1965年4月24日至5月2日，在瑞士圣加仑的凿尔街画廊展出。[8]
- 1967年9月23日至10月1日，在莱茵河畔魏尔市的大众教育之家展出。多幅作品被勒拉赫市的庭院博物馆和莱茵河畔魏尔城市购买。[8]
- 1968年4月到5月，在德国弗赖堡市市政厅展出。[8]
- 1968年12月1日至22日，由莱茵河上游艺术协会举办，在德国巴特塞京根市小号手宫殿展出。[8]
- 1969年，德国弗赖堡市为庆祝博温70岁生日，由绘画艺术家联盟在市政厅举行了回顾展。[8]
- 1970年，在德国索林根市的德国刀具博物馆展出。[8]
- 1971年，在德国莱茵河畔魏尔市的大众教育之家展出。[8]
- 1973年8月25日至9月30日，在德国斯平格/戴斯特家乡博物馆展出逝后展。[8]
- 1974年1月2日至1月14日，在莱茵河畔魏尔市的博温居住之处展出逝后展。[8]
- 1974年12月4日至14日，在摩洛哥拉巴特市歌德学院展出逝后展，开幕式由德国大使亨度斯博士主持。[8]
- 1975年5月3日至11日，在德国莱茵河畔魏尔的大众教育之家展出逝后展。[8]
- 1975年5月15日至7月13日，在德国索林根市的德国刀具博物馆展出逝后展。[8]
- 1976年3月14日至4月25日，在德国格拉德贝克（博特罗普市）的维特林根宫殿博物馆展出逝后展。[8]
- 1977年1月25日至2月25日，在瑞士伯尔尼的明斯特艺术画廊展出逝后展。[8]
- 1977年11月15日至26日，在阿尔及利亚阿尔及尔市的默罕默德•拉思穆画廊展出逝后展。[8]
- 1978年9月6日至17日，在德国黑森州法兰克福南部德赖艾希地区布赫希拉格的市民大厅展出逝后展。[8]
- 1980年7月6日至8月24日，在德国雷姆沙伊德市的城市博物馆展出逝后展。[8]
- 1982年9月11日至26日，在德国索林根市的德国刀具博物馆展出逝后展，展览主题为“贝尔格山区”。[8]
- 1984年3月15日至4月8日，在德国莱茵河畔魏尔的市政画廊展出逝后展。[8]
- 1984年8月19日至10月7日，在德国索林根市的德国刀具博物馆展出逝后展，展览主题为“从源头到入海的莱茵河景貌”。[8]
- 1985年11月19日至30日，在阿尔及利亚阿尔及尔歌德学院展出逝后展。[8]
- 1986年9月16日至10月16日，在德国索林根市的城市银行展出逝后展。展览主题为“荷兰”。[8]
- 1986年11月10日至12月1日，在德国莱茵河畔魏尔的马克格莱弗城市银行展出逝后展。
- 1988年8月23日至9月16日，在德国莱茵河畔魏尔市的马克格莱弗城市银行展出逝后展，展览主题为“德法瑞三国之角”。[8]
- 1988年，在德国雷姆沙伊德市展出逝后展。[8]
- 1991年9月10日至10月4日，在德国索林根市的城市银行展出逝后展，展览主题为“索林根市民的肖像和画像”。[8]
- 1996年9月22日至10月20日，在德国索林根市伍珀河畔山顶城堡的贝尔格博物馆展出逝后展。[8]
- 1999年10月3日至11月15日，在德国索林根市的巴登艺术博物馆展出逝后展。[8]
- 1999年11月30日至12月19日，在德国莱茵河畔魏尔的市政画廊展出逝后展。[8]
- 2006年8月26日至10月6日，在德国索林根市的自由画廊展出逝后展。[14]
- 2012至2013年，在德国宜思宁地区艾森巴赫的文化古迹冷杉屋展出逝后展，主题为“埃尔温·博温在克罗兹塔-艾森巴赫”。[14]
- 2013年10月13日至2014年7月27日，在德国莱茵河畔魏尔的林登广场博物馆举办回顾展。[15][16]
- 2014年8月10日至9月14日，在德国索林根市的市艺术博物馆展出逝后展。[14]
- 2015年10月14日至11月15日，在德国格奥尔格斯马林许特市的斯塔梅别墅博物馆展出逝后展。[14]

## 著作
- 《心灵与世界之间的美丽游戏--我的绘画生涯》(自传)，由贝蒂娜·海嫩-阿耶希和埃尔温·博温友人协会编著，德国索林根市，1995年，ISBN 3-88234-101-7.
- 《失去的晨光，一个绘画艺术家的日记，巴伐利亚阿尔卑斯山，1944-1945》，由伯纳德·齐默尔曼编著，哈尔曼图书出版商出版，巴黎，2000年，ISBN 2-7475-0040-3.

## 相关文学作品
- 汉斯雅克·德雷西亚：《埃尔温·约翰内斯·博温——画家作品介绍》，索林根市，日期不详。[8]
- 匿名：《埃尔温·约·博温，索林根市，60年》德国索林根市刀具博物馆1960年1月17日至2月28日展览图录。[17]
- 汉斯·卡尔·佩西：《埃尔温·博温》，由贝蒂娜·海嫩-阿耶希和埃尔温·博温友人协会编著，索林根市，1981。[8]
- W.F.科曼：《埃尔温·博温的“友人协会”》，载于“Schakels”N°05，1981年，贝尔根。
- 汉斯·卡尔·佩西：《埃尔温·博温的生活、生命、作品（1899年鲁尔河畔米尔海姆至1972年莱茵河畔魏尔）》，索林根市，1986年。[8]
- A·迪茨：《埃尔温·博温，用彩笔的大师》，载于《马克格莱弗地区》，1986年，第200页及往后。[18]
- 戴安娜·米利斯：《埃尔温·博温，索林根市民的肖像和画像》，索林根市，1991年。[8]
- 纪录片《世界尽头的画家博温》，由巴伐利亚广播电台拍摄，于2012年5月6日星期日播出。[19][20]
- 鲁迪·霍尔兹贝格尔：《魅力阿德雷格：阿尔高的聚焦点——在克罗兹塔的埃尔温·博温》，由阿德雷格出版社出版，艾森巴赫，2013年, ISBN 978-3-00-042789-3.
- 贝蒂娜·海嫩-阿耶希（编）：《埃尔温·博温1899-1972作品集目录》，U-Form出版社，索林根市，1999年， ISBN 3-88234-103-3.
- 博物馆业内协会及城市，莱茵河畔魏尔林登广场博物馆（编）：《精神与世界之间 - 埃尔温·博温》，展览随附的小册子，2013年10月13日至2014年7月27日，林登广场的城市博物馆，德国莱茵河畔。
- 塞特兹·范德泽：《我们活下来了。德国占领时期的最后一位目击者》，普罗米修斯，阿姆斯特丹，2019年，ISBN 9789044638424.
- 彼得·J.H.·范登伯格：《埃格蒙的画家们》，W Books出版，兹沃勒，2021年,  ISBN 9789462583931.
- 克劳迪娅·轩宁-卡兰德：《埃尔温·博温：艺术家，绘画旅行者和编年史家》，载于《艺术杂志》2022年第146期第28至31页。
- 克莉丝婷娜·斯特克福斯：《艺术之家和时代的见证 - 索林根的“黑色的房子”》，载于《艺术杂志》2022年第148期48至53页。

## 博物馆、文献、文物收藏
埃尔温·博温的的画作和手稿被欧洲国家许多博物馆、档案馆和公共收藏馆保存。在荷兰，他的画作被存放在阿姆斯特丹的国家博物馆、海牙的皇家档案馆、霍伦的西弗里西亚博物馆、滨海埃格蒙的博物馆。档案记录可以在阿尔克马尔市当地的文献馆和位于海牙的荷兰艺术历史研究院的档案库找到。在德国，这位艺术家的画作被保存在北莱茵-威斯特法伦州的艺术收藏馆、索林根的市艺术博物馆、莱茵河畔魏尔的市立艺术博物馆、胡苏姆市的北弗里斯兰博物馆、略拉赫的德法瑞三国博物馆、斯平格/戴斯特的家乡博物馆、汉恩明登的城市艺术收藏馆和索林根市的城市银行。档案记录被存放于索林根的市政档案馆和杜塞尔多夫的海因里希-海涅研究所。在挪威的阿尔斯塔海于格市拥有该艺术家的大量绘画收藏。在瑞士，有关埃尔温·博温生平和绘画的档案记录保存在苏黎世的历史及当代艺术的艺术学研究所里（SIK-ISEA）。

## 相关影视、广播节目
- 1992年由哈桑·保阿布德拉拍摄电影《贝蒂娜·海嫩-阿耶希——致埃尔温·博温的信》，该片被列入蒙特利尔电影节的官方评选。 [25]
- 2010年由巴伐利亚广播电台的乔治·巴亚勒在专栏“在施佩萨特和卡文德尔山脉之间”摄制节目《艺术的回忆》。 [25]
- 2011年由乔治·巴亚勒在专栏《巴伐利亚的时代》摄制节目《阿尔高地区的贝格迪尔——作为避难所的克罗兹塔，1944年》，时长约53分钟，该广播剧首次播放于2011年12月11日。[25]
- 2015年由巴亚勒-坤穆普菲-霍尔兹贝格尔基金会出资、鲁迪·霍尔兹贝格尔和乔治·巴亚勒共同执导《阿尔高的聚焦点 - 艺术的回忆：埃尔温·博温在克罗兹塔》，时长约53分钟，电影首次放映于2015年10月21日慕尼黑的马西姆影院。[25]

## 网页链接
- erwin-bowien.com （页面存档备份，存于） –  关于埃尔温·约翰内斯·博温的网站
- 埃尔温·博温：艺术家们的主角“黑色的房子”：www.schwarzes-haus.com。 （页面存档备份，存于）
- 关于埃尔温·博温的信息可在这里查询：德国传记 （页面存档备份，存于）
- 德国国家图书馆 （页面存档备份，存于）的目录